# BBVA
Banco Bilbao Vizcaya Argentaria S.A. operando comercialmente como BBVA, es un banco español con sede social en Bilbao, Vizcaya. Es una de las mayores entidades financieras del mundo y sus principales mercados son España y Turquía en Europa; y Argentina, Colombia, México, Perú, Venezuela y Uruguay en América.
El banco fue fundado como Banco de Bilbao el 28 de mayo de 1857 en Bilbao, donde tiene su sede social desde entonces. Su sede operativa se concentra en sus oficinas centrales de Madrid, situadas en el complejo «Ciudad BBVA». Está presidido por Carlos Torres Vila.
A 31 de diciembre de 2024, los activos de BBVA eran de 772 402 millones de euros, siendo la segunda entidad financiera española por volumen de activos en el mundo, solo por detrás de Banco Santander. Esa misma fecha, contaba con 5 749 oficinas, 125 916 empleados y 77.2 millones de clientes activos.
Cotiza en la Bolsa de Nueva York, la Bolsa Mexicana de Valores y la Bolsa de Madrid (BBVA) y forma parte del IBEX 35 así como del Dow Jones EURO STOXX 50.

## Historia del banco en España

### Inicios de Banco de Bilbao y Banco de Vizcaya

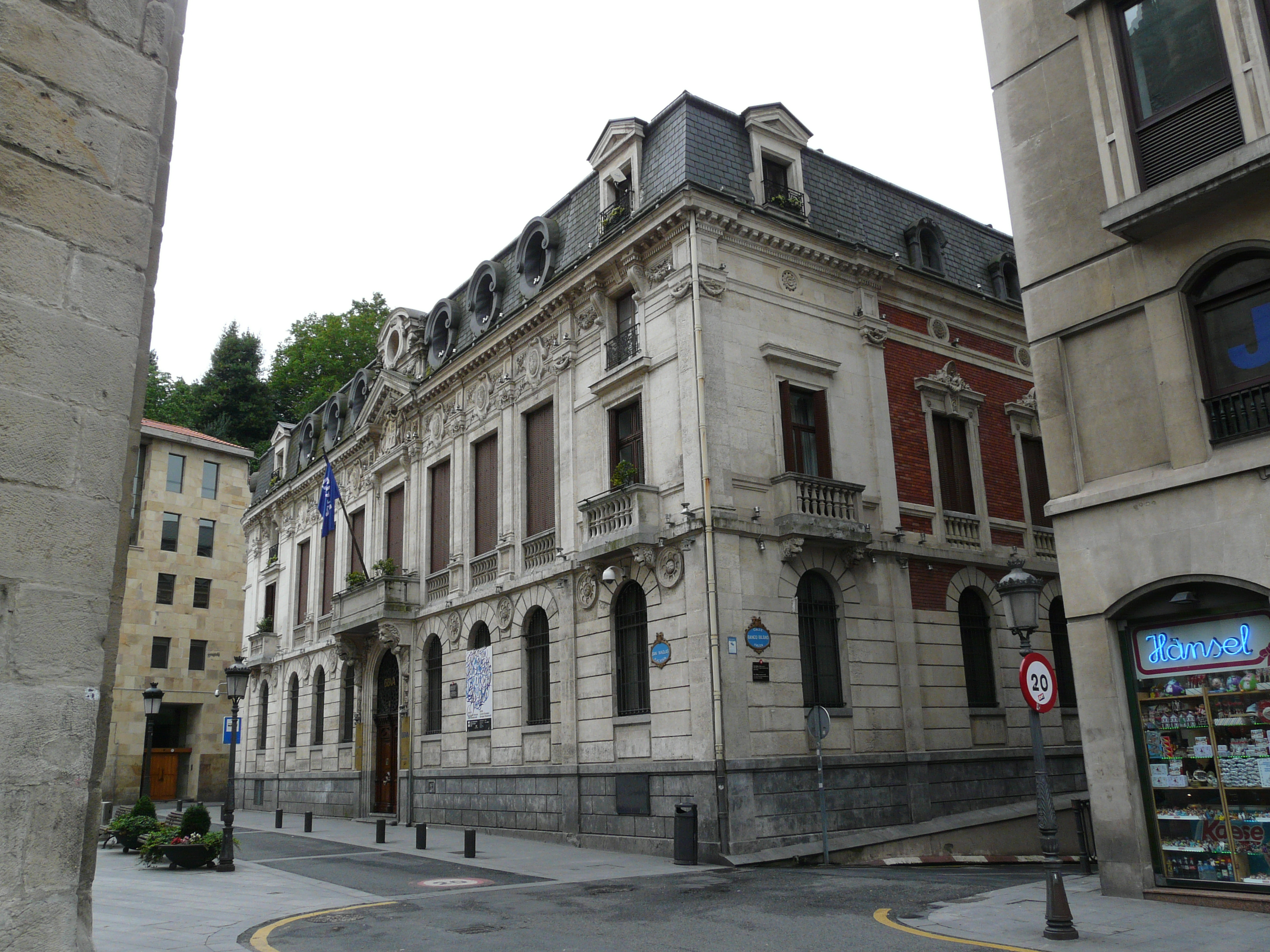
Sede social del BBVA, en la plaza de San Nicolás de Bilbao

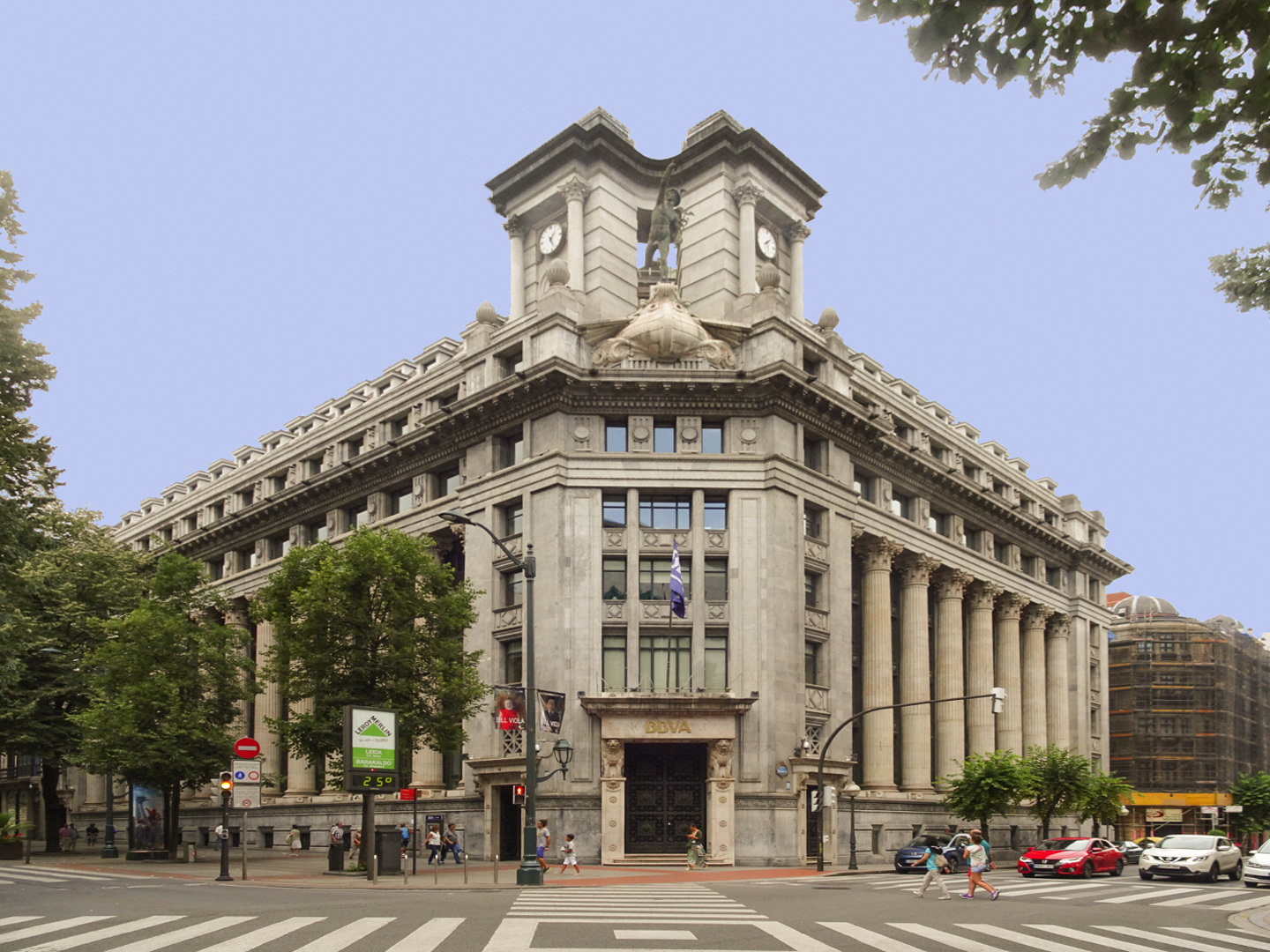
Edificio BBVA en Bilbao

La historia de BBVA comienza en 1857 en Bilbao, ciudad situada en el norte de España, cuando la Junta de Comercio promueve la creación de Banco de Bilbao como banco de emisión y descuento. Se trató de una iniciativa pionera, impulsada por un contexto de crecimiento económico de la región. Hasta la última década del siglo XIX, la entidad actuó casi en solitario en la plaza.
En la segunda mitad de siglo XIX, Banco de Bilbao financia importantes proyectos de infraestructuras y de desarrollo siderúrgico en su zona de influencia. En 1878 pierde la facultad de emitir billetes propios y se reorganiza como banco de préstamos y descuento.
Banco de Vizcaya se funda en 1901; realiza sus primeras operaciones en Bilbao y poco a poco se extiende por todo el país. Además de su actividad como banco comercial y de depósitos, interviene en la creación y desarrollo de una buena parte de la industria española, incluyendo Hidroeléctrica Ibérica e Hidroeléctrica Española.
Un consorcio de banqueros e industriales constituye Banco de Crédito Industrial (BCI) en 1920, con la finalidad explícita de impulsar, mediante la concesión de créditos a largo plazo, la instalación y consolidación industrial. Banco de Bilbao y Banco de Vizcaya formaban parte de este consorcio.
En el entorno de desarrollo económico de la década de 1960, Banco de Bilbao aumenta su dimensión integrando otros bancos y comienza a crear un grupo financiero; mientras, Banco de Vizcaya continúa su crecimiento, se consolida como un banco universal moderno y va configurándose como un importante grupo financiero. La flexibilización de las normas de apertura de oficinas le permite ampliar su red comercial.
En la década de 1980, Banco de Bilbao basa su estrategia en alcanzar una mayor dimensión que le permita acceder a los negocios financieros que surgen de los avances tecnológicos, la desregulación, la securitización y la interrelación de los mercados nacionales e internacionales. Banco de Vizcaya contribuye al reflotamiento de bancos afectados por la crisis económica y desarrolla una política de fuerte crecimiento por adquisiciones, que le lleva a formar un gran grupo bancario. La operación más importante es la compra de Banca Catalana en 1984. Por su parte, las entidades oficiales de crédito van ampliando sus negocios con operaciones de mercado. En 1982, BEX pierde la exclusividad del crédito a la exportación, orienta su negocio hacia la banca universal y forma un grupo financiero. En este proceso adquiere Banco de Alicante (1983).

### Fusión de Banco de Bilbao y Banco de Vizcaya: Creación de BBV
En 1988 se firma el acuerdo de fusión de Banco de Bilbao y Banco de Vizcaya. En 1989, se adopta la marca BBV.

### Fusión de BBV y Argentaria: Creación de BBVA
En 1991, el gobierno español de Felipe González crea la banca pública Argentaria, agrupando en ella a los bancos públicos españoles. Posteriormente, entre 1993 y 1998 se lleva a cabo el proceso de privatización de la entidad.
BBV y Argentaria anuncian su proyecto de fusión en octubre de 1999. El nuevo banco (BBVA) nace con un tamaño relevante, una fuerte solvencia patrimonial y gran estructura financiera, una adecuada diversificación geográfica de los negocios y de los riesgos y, como consecuencia de todo ello, un mayor potencial de crecimiento de beneficios. La entidad queda copresidida por los 2 presidentes anteriores de BBV (Emilio Ybarra) y Argentaria (Francisco González Rodríguez).
El proceso de integración recibe un fuerte impulso cuando, en enero de 2000, se adopta la marca única BBVA. Finalmente, la integración definitiva concluye en febrero de 2001. Por su parte, en 2001 se reestructura definitivamente la dirección, retirándose Ybarra como copresidente. Queda González como presidente único de la entidad, y se nombra a José Ignacio Goirigolzarri consejero delegado de la entidad.

### Integración de Unnim Banc y Catalunya Banc
Tras varios años dedicado al crecimiento exterior, BBVA aprovecha la reestructuración del sistema financiero en España para crecer especialmente en Cataluña, una de las regiones donde tenía menor cuota de mercado. Para ello adquiere entre 2012 y 2014 los dos grupos financieros nacionalizados por el Gobierno de España (Unnim Banc y Catalunya Banc), que agrupaban seis antiguas cajas de ahorros catalanas.
El 7 de marzo de 2012, tras un proceso público de adjudicación pública, Unnim Banc fue adjudicado a BBVA por un euro, imponiéndose como la mejor opción al no pedir ayudas de capital o liquidez. El proceso de adjudicación se llevó a término el 27 de julio de 2012, cuando BBVA completó la compra del 100 % de Unnim Banc tras haber obtenido las autorizaciones pertinentes de las autoridades comunitarias.
Unnim se mantuvo como entidad independiente dentro del grupo BBVA durante un año después de su compra. El 15 de marzo de 2013, BBVA aprobó la fusión por absorción de esta entidad con el traspaso en bloque al primero del patrimonio de la sociedad absorbida.
Entre los días 24 y 26 de mayo de 2013, BBVA culminó la integración de Unnim Banc, por lo que se abandonó la marca Unnim y todas sus oficinas cambiaron su rotulación e imagen a la de BBVA.
El 21 de julio de 2014, BBVA logró hacerse con Catalunya Banc por 1187 millones de euros mediante un procedimiento de subasta. El 24 de abril de 2015, BBVA completó la compra de Catalunya Banc, una vez formalizada la adquisición del 98.4 % del capital social por 1165 millones de euros.
El 31 de marzo de 2016, los consejos de administración de BBVA y Catalunya Banc acordaron iniciar el proceso para su fusión, de manera que el banco catalán se integraría en BBVA. BBVA también integraría Unoe y Banco Depositario. El 1 de septiembre de 2016, BBVA y Catalunya Banc formalizaron la escritura de fusión, en virtud de la cual el banco que preside Francisco González Rodríguez absorbía al segundo tras obtener la autorización del Ministerio de Economía y haber cumplido los demás trámites establecidos en la ley. BBVA mantuvo durante el primer año la marca «CatalunyaCaixa» en Cataluña con una oferta comercial independiente durante el primer año. Sin embargo, el 13 de septiembre de 2016 se produjo la unificación de ambas plataformas informáticas y todos los clientes de Catalunya Caixa fueron trasladados a BBVA, dando fin con ello a la estrategia de doble marca de la entidad. Aun así, a modo de reseña histórica sin valor jurídico, BBVA decidió añadir el distintivo «BBVA CX» en aquellas oficinas procedentes del banco absorbido.
El 12 de diciembre de 2016, finalizó la absorción de Unoe.

### Época reciente
Desde la entrada en vigor del Mecanismo Único de Supervisión a finales de 2014, BBVA fue designado como Institución Significativa y, en consecuencia, está directamente supervisado por el BCE desde entonces.
El 24 de abril de 2019, se produjo la unificación mundial de su marca (BBVA) en todos los mercados en los que operaba, así como el lanzamiento del nuevo logo. Garanti, la franquicia turca del grupo, cambiaría su marca a Garanti BBVA.
El 16 de noviembre de 2020, confirmó negociaciones para una fusión con Banco Sabadell. El 27 de noviembre, ambas entidades anunciaron la ruptura de dichas negociaciones. En mayo de 2024, BBVA presenta una oferta de compra a los accionistas del Banco Sabadell. La operación ofrece el canje de una acción de BBVA por 4,83 acciones de Sabadell. 
En 2023, el Dow Jones Sustainability Index (DJSI) otorga a BBVA la mejor puntuación en la categoría de bancos en la región de Europa por cuarto año consecutivo.

## Negocio
Las principales filiales de BBVA en el mundo son:
América
- BBVA Argentina
- BBVA Colombia
- BBVA México
- BBVA Perú
- BBVA Provincial (Venezuela)
- BBVA Uruguay

Anteriormente, existieron filiales en Estados Unidos, Brasil, Chile y Paraguay.
Europa
- Garanti BBVA (Turquía)
- BBVA Italia
- BBVA Suiza

### Negocio en España
En cuanto al negocio de BBVA en España, los principales datos son los siguientes:
- Activos (31-12-2023): 457 624 millones de euros
- Beneficio neto (31-12-2023): 2 755 millones de euros
- Oficinas (31-12-2023): 1 882
- Empleados (31-12-2023): 27 410

### Expansión internacional

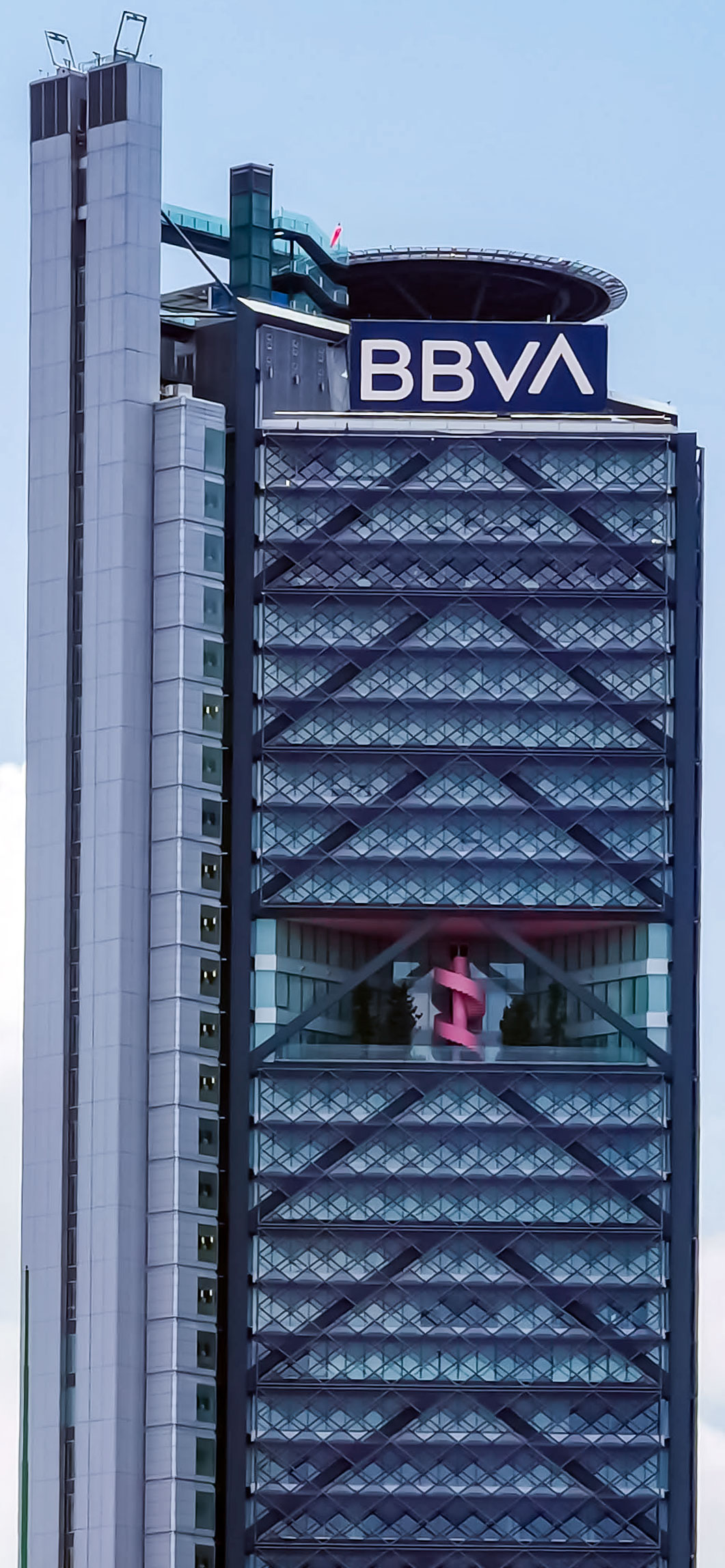
Torre BBVA, sede central de BBVA México, en la Ciudad de México

La presencia internacional de BBVA comienza en 1902, cuando el Banco de Bilbao abrió una sucursal en París y en 1918 otra en Londres, convirtiéndose así en el primer banco español con presencia en el extranjero.
En la década de 1970, Banco de Bilbao, Banco de Vizcaya y Banco Exterior se van configurando como grupos internacionales, con la instalación de oficinas operativas y de representación en las capitales financieras de Europa, América y Asia. Así mismo, el banco inició una política de expansión en América mediante la compra de bancos locales en diversos países del continente.

#### Iberoamérica
El Banco de Vizcaya adquirió en 1979 el Banco Comercial de Mayagüez en Puerto Rico, banco fundado en 1967 por un grupo de comerciantes e industriales. Convertido en BBVA Puerto Rico, en 1992 inicia una etapa de crecimiento vía adquisiciones, que dieron origen a BBVA Puerto Rico.
En 1995, el grupo entra en Perú, con la privatización y posterior adquisición del Banco Continental, y en México, con la compra de Probursa que posteriormente se fusiona con BBVA Bancomer para constituir el grupo financiero BBVA Bancomer que opera en el sector bancario y sector seguros.
En 1996, entró en Colombia con la adquisición de Banco Ganadero, y en Argentina y Uruguay con la adquisición del Banco Francés del Río de la Plata, pasándolo a llamar BBVA Banco Francés y BBVA Uruguay respectivamente. Asimismo, realiza nuevas adquisiciones en México.
En 1997, entró en Venezuela al adquirir el Banco Provincial, el cual había sido fundado en 1953. Asimismo, amplía su presencia en Argentina con la adquisición del Banco de Crédito Argentino. También entra en el negocio de Fondos de Pensiones en Bolivia fundando BBVA Previsión AFP.
En 1998, se instala en Chile tras comprar el Banco BHIF, y AFP Provida un año después. Asimismo, entra en Brasil con la compra de Banco Excel-Econômico (aunque en este país, no pudo usar la sigla BBVA y solo la sigla BBV por problemas legales), y en Argentina a la aseguradora Consolidar, creada en 1994.
En el año 2000 se produce en México la fusión de BBV Probursa con Bancomer para crear BBVA Bancomer, el primer banco del país por volumen de activos. A comienzos de 2004, el grupo anunció la OPA sobre el 100 % de las acciones de Bancomer que aún no pertenecían a BBVA, comprando la totalidad de las acciones del banco mexicano. En 2004 adquiere el 100 % de Hipotecaria Nacional, una entidad privada especializada en el negocio hipotecario.
En 2001, finaliza la implementación de la plataforma unificada para todos los negocios y todos los países, y se instala la marca BBVA en las entidades del Grupo en América Latina.
En enero de 2003, el banco Bradesco adquirió las operaciones del Banco Bilbao Vizcaya Argentaria Brasil, por 2700 millones de reales.
En 2004, los bancos de Chile (BHIF) y Colombia (Banco Ganadero) cambian su denominación comercial y pasan a llamarse simplemente BBVA.
En 2006, mediante subasta pública adquiere la antigua corporación de ahorro y vivienda, Banco Granahorrar de Colombia, cuyas acciones pertenecían al Grupo Grancolombiano, y con la crisis financiera y económica de finales de los años 1990 pasó a manos del estado a través de Fogafin. Posteriormente lo fusiona con BBVA Colombia, creando uno de los grupos bancarios más grande del país.
En 2010, la firma absorbió al Crédit Uruguay Banco, por lo que BBVA Uruguay se convirtió en el segundo banco privado más grande del país.
En 2017 BBVA adquiere la empresa mexicana Openpay, startup fintech especializada en pagos en línea.
A partir del 6 de julio de 2018 Scotiabank Chile toma el control de BBVA Chile, con lo cual la marca legal será renombrada como Scotiabank Azul hasta su integración total con Scotiabank. El cambio total se realizó en octubre de 2018. En 2022, invierte en el banco digital brasileño Neon, fundado en 2016.
El 7 de agosto de 2019, fue anunciada la venta de la sucursal Paraguay del BBVA al Banco GNB Paraguay S.A. (filial del Banco GNB Sudameris), perteneciente al grupo financiero Jaime Gilinski Bacal, por un valor aproximado de 270 millones de dólares.
En febrero de 2022, BBVA anuncia una inversión de 263 millones de dólares en Neon, banco digital brasileño donde contaba con una participación del 8 %. Tras esta operación, eleva su participación al 29.7 %.

#### Estados Unidos
En 2004, inició otra línea de expansión internacional con la entrada en el mercado estadounidense, con adquisiciones de entidades en el sur del país (Cinturón del Sol), aprovechando la pujanza de su filial mexicana BBVA Bancomer.
En el segundo trimestre del año, anunció la compra de Valley Bank en California a través de BBVA Bancomer.
En 2005, compró en Texas el Banco Laredo, y en 2006 el Texas Regional Bancshares.
En 2007, adquirió el Alabama Compass Bank. Posteriormente, BBVA unificó su imagen corporativa en el país al reorganizar todo su portfolio de marcas bajo el nombre BBVA Compass.
En 2009 adquirió en Texas el Guaranty Bank, tras el colapso de esta entidad.
En 2014, BBVA adquirió la empresa de banca digital estadounidense Simple por 117 millones de dólares, y en 2015 la empresa californiana Spring Studio, especializada en experiencia de usuario y diseño digital.
El 16 de noviembre de 2020, BBVA anunció la venta de su negocio en Estados Unidos por 9700 millones de euros al banco PNC. El 1 de junio de 2021, cerró dicha venta finalmente por 9600 millones de euros.

#### Turquía
En 2010, adquirió el 24.9 % del capital de Turkiye Garanti Bankasi AS, segundo banco de Turquía y llegó a un acuerdo con el Grupo Dogus –accionista de referencia de Garanti- para gestionar la entidad de manera conjunta. Posteriormente, esa participación aumentó al 25.01 %. En noviembre de 2014, BBVA adquirió a Dogus Holdings un 14.89 % adicional del banco otomano por 1988 millones de euros, con lo que su participación ascendió al 39.9 % de la entidad.
En febrero de 2017, llegó a un nuevo acuerdo de compra con Dogus para hacerse con un 9.95 % más del banco Garanti por 859 millones de euros, aumentando así su participación al 49.85 %.
En 2021, lanza una oferta pública de adquisición (opa) sobre el 50.15 % de Türkiye Garanti Bankası, valorada en 2259 millones de euros.
En mayo de 2021, BBVA se hace con el 86 % del banco turco.

#### China
En 2006, cerró una alianza estratégica con el grupo chino CITIC Group, séptimo grupo financiero del país, para adquirir un 5 % del China City Bank (CNBC) y un 15 % del Citic International Financial Holdings (CIFH). Estas participaciones aumentaron en 2008 hasta alcanzar el 10 % del CNBC y el 30 % del CIFH.
En 2015, se desprendió de un 4.0 % del capital social del CNBC y posteriormente anunció la venta de su participación del 29.68 % en el CITIC Group.

#### Italia
En 2021, entra en el mercado minorista del país a través de la banca digital.

## Responsabilidad social corporativa
En 1932, se crea el Servicio de Estudios Económicos, destinado a difundir el conocimiento de materias financieras entre la sociedad. En mayo de 2010, BBVA crea BBVA Research, una plataforma que fusiona el Servicio de Estudios con la unidad de Global Market.
En 1988, fue constituida la Fundación BBVA para apoyar y fomentar la investigación científica y la creación cultural, la difusión de la cultura y el conocimiento y el reconocimiento del talento a través de distintos premios, ayudas y becas.
En el año 2007, BBVA constituye en Hispanoamérica la Fundación Microfinanzas, una entidad sin ánimo de lucro que nace con el objetivo de promover el desarrollo sostenible de emprendedores en situación de vulnerabilidad. En 2021, la Organización para la Cooperación y el Desarrollo Económicos (OCDE), reconoce a la Fundación Microfinanzas BBVA como la primera en contribuir al desarrollo en Hispanoamérica y la primera del mundo en su contribución al desarrollo para la igualdad de género.
En marzo de 2022, ajustándose al marco de competencia financiera para adultos en la Unión Europea de la Comisión Europea y la OCDE, BBVA implementa un plan para impulsar programas de educación financiera dirigidos a mejorar la inclusión y la salud financiera de un millón de personas y promover el desarrollo y la inversión sostenible.

## Sostenibilidad
La vinculación de BBVA con la sostenibilidad y las finanzas sostenibles comienza en 2007, convirtiéndose en uno de los bancos que participa en la emisión del primer bono verde emitido por el BEI.
En 2021, BBVA se suma, como uno de los cuarenta y tres miembros fundadores, a la iniciativa «Net-Zero Banking Alliance», promovida por Naciones Unidas para fomentar que las carteras de crédito y de inversión de los bancos sean neutras en emisiones netas de gases de efecto invernadero en 2050.
En marzo de 2022, BBVA invierte de 18.5 millones de euros en «LowerCarbon», un fondo de capital riesgo especializado en la financiación de proyectos y empresas centradas en el cambio climático.
En julio de 2022, BBVA se une como fundador a la plataforma «Carbonplace» con el objetivo de facilitar el acceso a créditos de carbono a particulares y a empresas.
En 2023, el Dow Jones Sustainability Index (DJSI) otorga a BBVA la mejor puntuación en la categoría de bancos en la región de Europa por cuarto año consecutivo.

## Caso Villarejo
En 2019, el juez de la Audiencia Nacional Manuel García Castellón imputó como persona jurídica al BBVA relacionado con el «caso Villarejo» junto al comisario jubilado José Manuel Villarejo. También imputó al expresidente del BBVA Francisco González por el mismo caso.

## Patrocinios deportivos

### Fútbol
En México, es el patrocinador de la Primera División («Liga BBVA MX») desde 2013, y de la segunda categoría liguera («Liga BBVA Ascenso») desde 2015.
En España, fue el patrocinador del Campeonato Nacional de Liga de Primera División durante ocho temporadas (2008/09–2015/16), adoptando la por entonces considerada «mejor liga del mundo», un nombre comercial por primera vez, «Liga BBVA». A su vez patrocinó el Campeonato Nacional de Liga de Segunda División durante diez temporadas (2006/07–2015/16), denominado las dos primeras como «Liga BBVA» y posteriormente como «Liga Adelante».
En Argentina, fue el patrocinador principal de los dos clubes más laureados del país, Boca Juniors y River Plate, luciendo ambos el logo de «BBVA» entre 2012 y 2018, en el frontal de las camisetas. Por su parte, en Uruguay patrocina desde 2019, a los dos clubes denominados grandes del país, Peñarol y Nacional, luciendo ambos el logo de «BBVA» en las mangas de sus camisetas.

### Baloncesto
En Estados Unidos, la entidad bancaria patrocinó la NBA durante siete temporadas (de 2010 a 2017), convirtiéndose en el banco oficial del campeonato. El acuerdo de patrocinio con la liga deportiva de mayor proyección y seguimiento internacional, fue de 100 millones de dólares por cada temporada de 2010 a 2014 y renovado finalmente hasta 2017.

## Logotipos

2000-2019
2019-2025
2025-presente